# Мрконич, Милутин
Милутин Мрконич (серб. Милутин Мркоњић; 23 мая 1942, Белград — 27 ноября 2021) — сербский политик, заместитель председателя ЦК Социалистической партии Сербии.

## Биография
В 1968 году окончил строительный факультет Белградского университета по специальности инженер-строитель дорог, аэропортов и железных дорог. В течение 30 лет работал в различных областях транспортной инфраструктуры на территории бывшей Югославии. После бомбардировки НАТО, возглавлял Совет по реконструкции.
В 2008 участвовал в выборах президента Сербии, по итогам которых набрал 5,97 % голосов и занял четвёртое место. С 8 мая 2007 — вице-президент сербского парламента.
С 7 июля 2008 года по 14 марта 2011 года — министр инфраструктуры в Правительстве Сербии.
С 14 марта 2011 года по 27 июля 2012 года — министр инфраструктуры и энергетики. С 27 июля 2012 года по 3 сентября 2013 года — министр транспорта.
В марте 2014 года избран депутатом Народной Скупщины от избирательного блока Ивицы Дачича. В Скупщине возглавлял Комитет по пространственному планированию, транспорту, инфраструктуре и телекоммуникациям.
В 2015 году избран почётным президентом Социалистической партии Сербии.
Умер 27 ноября 2021 года.

## Личная жизнь
Встречался с сербской певицей Аной Бекутой.

## Награды
- Орден Звезды Карагеоргия I степени (2022, посмертно)[2].